# Israel Football League 2010-2011
La Israel Football League 2010-2011 è stata la 4ª edizione del campionato di football americano di primo livello, organizzato da AFI.

## Squadre partecipanti
| Club                  | Città            | Stadio | Sponsor ufficiale | Risultato nella stagione 2010 |
| --------------------- | ---------------- | ------ | ----------------- | ----------------------------- |
| Beersheva Black Swarm | Be'er Sheva      |        |                   |                               |
| Haifa Underdogs       | Haifa            |        | Nemo’s            |                               |
| Herzliya Hammers      | Herzliya         |        |                   |                               |
| Jerusalem Kings       | Gerusalemme      |        |                   |                               |
| Jerusalem Lions       | Gerusalemme      |        | Big Blue          |                               |
| Judean Rebels         | Gerusalemme      |        |                   |                               |
| Tel Aviv Pioneers     | Tel Aviv         |        |                   |                               |
| Tel Aviv-Jaffa Sabres | Tel Aviv - Jaffa |        |                   |                               |

## Stagione regolare

### Calendario

#### 1ª giornata
| Gerusalemme 4 novembre 2010 | Jerusalem Kings | 14 – 34 (0-8 8-12 0-8 6-6) | Beersheva Black Swarm | Kraft Family Stadium |

| Gerusalemme 4 novembre 2010 | Jerusalem Lions | 26 – 24 (0-12 8-0 6-6 12-6) | Judean Rebels | Kraft Family Stadium |

| Tel Aviv 4 novembre 2010 | Tel Aviv-Jaffa Sabres | 28 – 26 (8-6 14-12 0-8 6-0) | Tel Aviv Pioneers | Hap Tel Aviv Fields |

#### 2ª giornata
| Gerusalemme 11 novembre 2010 | Judean Rebels | 78 – 32 (16-0 18-20 8-6 36-6) | Haifa Underdogs | Kraft Family Stadium |

| Herzliya 13 novembre 2010 | Herzliya Hammers | 38 – 8 (6-0 8-0 8-8 16-0) | Jerusalem Kings | Holon Field |

#### 3ª giornata
| Gerusalemme 18 novembre 2010 | Jerusalem Lions | 20 – 14 (12-0 8-14 0-0 0-0) | Tel Aviv Pioneers | Kraft Family Stadium |

| Be'er Sheva 19 novembre 2010 | Beersheva Black Swarm | 6 – 34 (0-14 0-6 0-8 6-6) | Tel Aviv-Jaffa Sabres | Micha Reisser Sports Field |

#### 4ª giornata
| Gerusalemme 25 novembre 2010 | Jerusalem Kings | 31 – 20 (6-6 14-6 3-0 8-8) | Haifa Underdogs | Kraft Family Stadium |

| Gerusalemme 25 novembre 2010 | Judean Rebels | 44 – 0 (14-0 16-0 6-0 8-0) | Herzliya Hammers | Kraft Family Stadium |

| Be'er Sheva 26 novembre 2010 | Beersheva Black Swarm | 16 – 26 (0-0 8-14 0-0 8-12) | Tel Aviv Pioneers | Micha Reisser Sports Field |

| Tel Aviv 27 novembre 2010 | Tel Aviv-Jaffa Sabres | 60 – 42 (16-12 14-8 22-22 8-0) | Jerusalem Lions | Neve Golan Stadium |

#### 5ª giornata
| Herzliya 3 dicembre 2010 | Herzliya Hammers | 36 – 30 (16-0 6-22 8-0 6-8) | Haifa Underdogs | Holon Field |

| Gerusalemme 4 dicembre 2010 | Judean Rebels | 44 – 24 (6-0 16-8 16-8 6-8) | Jerusalem Kings | Kraft Family Stadium |

#### 6ª giornata
| Gerusalemme 9 dicembre 2010 | Jerusalem Lions | 36 – 6 (6-6 14-0 6-0 10-0) | Beersheva Black Swarm | Kraft Family Stadium |

| Tel Aviv 10 dicembre 2010 | Tel Aviv Pioneers | 56 – 18 (8-6 26-0 0-6 22-6) | Herzliya Hammers | Tel Aviv University Field |

| Tel Aviv 11 dicembre 2010 | Tel Aviv-Jaffa Sabres | 54 – 12 (14-0 6-0 14-0 20-12) | Haifa Underdogs | Neve Golan Stadium |

#### 7ª giornata
| Gerusalemme 16 dicembre 2010 | Judean Rebels | 52 – 18 (8-0 16-6 14-12 14-0) | Beersheva Black Swarm | Kraft Family Stadium |

| Tel Aviv 18 dicembre 2010 | Tel Aviv-Jaffa Sabres | 28 – 6 (14-0 6-0 0-0 8-6) | Jerusalem Kings | Neve Golan Stadium |

#### 8ª giornata
| Haifa 23 dicembre 2010 | Haifa Underdogs | 26 – 30 (6-0 14-6 0-8 6-16) | Tel Aviv Pioneers | Yoqneam Soccer Field |

| Herzliya 24 dicembre 2010 | Herzliya Hammers | 6 – 58 (0-30 6-12 0-8 0-8) | Jerusalem Lions | Holon Field |

#### 9ª giornata
| Gerusalemme 30 dicembre 2010 | Jerusalem Kings | 24 – 30 (6-6 6-6 6-8 6-10) | Jerusalem Lions | Kraft Family Stadium |

| Gerusalemme 30 dicembre 2010 | Judean Rebels | 40 – 28 (8-0 16-20 8-8 8-0) | Tel Aviv-Jaffa Sabres | Kraft Family Stadium |

| Haifa 31 dicembre 2010 | Haifa Underdogs | 26 – 24 (6-8 8-8 0-6 12-0) | Beersheva Black Swarm | Yoqneam Soccer Field |

| Herzliya 1º gennaio 2011 | Herzliya Hammers | 22 – 60 (0-16 0-14 8-14 14-16) | Tel Aviv Pioneers | Holon Field |

#### 10ª giornata
| Tel Aviv 8 gennaio 2011 | Tel Aviv Pioneers | 16 – 20 (0-0 8-6 0-6 8-8) | Judean Rebels | Tel Aviv University Field |

#### 11ª giornata
| Herzliya 13 gennaio 2011 | Herzliya Hammers | 12 – 68 (0-22 0-14 6-16 6-16) | Tel Aviv-Jaffa Sabres | Holon Field |

| Haifa 14 gennaio 2011 | Haifa Underdogs | 6 – 34 (6-14 0-14 0-0 0-6) | Jerusalem Lions | Yoqneam Soccer Field |

| Sderot 15 gennaio 2011 | Beersheva Black Swarm | 46 – 40 (14-8 8-8 8-6 16-18) | Jerusalem Kings |  |

#### 12ª giornata
| Tel Aviv 21 gennaio 2011 | Tel Aviv Pioneers | 72 – 12 (14-0 30-6 0-0 28-6) | Jerusalem Kings | Tel Aviv University Field |

| Herzliya 22 gennaio 2011 | Herzliya Hammers | 22 – 40 (6-12 16-2 0-8 0-18) | Beersheva Black Swarm | Hatikva Field |

#### 13ª giornata
| Gerusalemme 27 gennaio 2011 | Judean Rebels | 16 – 40 (0-6 8-14 8-14 0-6) | Jerusalem Lions | Kraft Family Stadium |

| Haifa 27 gennaio 2011 | Haifa Underdogs | 16 – 48 (0-16 8-8 8-8 0-16) | Tel Aviv-Jaffa Sabres | Yoqneam Soccer Field |

#### 14ª giornata
| Gerusalemme 3 febbraio 2011 | Jerusalem Lions | 20 – 6 (14-0 6-0 0-6 0-0) | Jerusalem Kings | Kraft Family Stadium |

| Tel Aviv 4 febbraio 2011 | Tel Aviv Pioneers | 26 – 6 (0-0 6-6 14-0 6-0) | Haifa Underdogs | Tel Aviv University Field |

| Tel Aviv 5 febbraio 2011 | Tel Aviv-Jaffa Sabres | 70 – 28 (24-6 28-8 12-8 6-6) | Herzliya Hammers | Neve Golan Stadium |

#### 15ª giornata
| Be'er Sheva 11 febbraio 2011 | Beersheva Black Swarm | 36 – 56 (6-6 6-14 8-12 16-24) | Judean Rebels | Micha Reisser Sports Field |

| Tel Aviv 12 febbraio 2011 | Tel Aviv Pioneers | 20 – 18 (0-6 14-6 0-6 6-0) | Tel Aviv-Jaffa Sabres | Tel Aviv University Field |

#### 16ª giornata
| Haifa 17 febbraio 2011 | Haifa Underdogs | 16 – 22 (0-0 8-0 0-8 8-14) | Herzliya Hammers | Kfar Tavor |

| Gerusalemme 18 febbraio 2011 | Jerusalem Kings | 34 – 74 (16-18 12-22 6-8 0-26) | Judean Rebels | Kraft Family Stadium |

| Be'er Sheva 19 febbraio 2011 | Beersheva Black Swarm | 26 – 66 (6-24 6-12 8-22 6-8) | Jerusalem Lions | Micha Reisser Sports Field |

### Classifica
La classifica della regular season è la seguente:
- PCT = percentuale di vittorie, G = partite giocate, V = partite vinte,  P = partite perse, PF = punti fatti, PS = punti subiti

#### IFL North
| Pos. | Squadra               | PCT  | G  | V | N | P | PF  | PS  |
| ---- | --------------------- | ---- | -- | - | - | - | --- | --- |
| 1    | Tel Aviv-Jaffa Sabres | .800 | 10 | 8 | 0 | 2 | 436 | 206 |
| 2    | Tel Aviv Pioneers     | .700 | 10 | 7 | 0 | 3 | 346 | 192 |
| 3    | Herzliya Hammers      | .300 | 10 | 3 | 0 | 7 | 240 | 450 |
| 4    | Haifa Underdogs       | .100 | 10 | 1 | 0 | 9 | 190 | 383 |

#### IFL South
| Pos. | Squadra               | PCT  | G  | V | N | P | PF  | PS  |
| ---- | --------------------- | ---- | -- | - | - | - | --- | --- |
| 1    | Jerusalem Lions       | .900 | 10 | 9 | 0 | 1 | 372 | 188 |
| 2    | Judean Rebels         | .800 | 10 | 8 | 0 | 2 | 448 | 254 |
| 3    | Beersheva Black Swarm | .300 | 10 | 3 | 0 | 7 | 252 | 362 |
| 4    | Jerusalem Kings       | .100 | 10 | 1 | 0 | 9 | 199 | 406 |

## Playoff

### Tabellone
|  | Wild Card | Wild Card             | Wild Card       |                   |                       | Finali divisionali    | Finali divisionali    | Finali divisionali |  |  | IV Israel Bowl | IV Israel Bowl | IV Israel Bowl |  |
|  |           |                       |                 |                   |                       |                       |                       |                    |  |  |                |                |                |  |
|  |           |                       |                 |                   |                       | 1N                    | Tel Aviv-Jaffa Sabres | 26                 |  |  |                |                |                |  |
|  |           |                       |                 |                   |                       | 1N                    | Tel Aviv-Jaffa Sabres | 26                 |  |  |                |                |                |  |
|  |           |                       |                 | Tel Aviv Pioneers | 16                    |                       |                       |                    |  |  |                |                |                |  |
|  | 2N        | Tel Aviv Pioneers     | 50              | Tel Aviv Pioneers | 16                    |                       |                       |                    |  |  |                |                |                |  |
|  | 2N        | Tel Aviv Pioneers     | 50              |                   |                       |                       |                       |                    |  |  |                |                |                |  |
|  | 3N        | Herzliya Hammers      | 16              |                   |                       |                       |                       |                    |  |  |                |                |                |  |
|  | 3N        | Herzliya Hammers      | 16              |                   | Tel Aviv-Jaffa Sabres | Tel Aviv-Jaffa Sabres | 30                    |                    |  |  |                |                |                |  |
|  |           |                       |                 |                   |                       |                       |                       |                    |  |  |                |                |                |  |
|  |           |                       | Judean Rebels   | Judean Rebels     | 32                    |                       |                       |                    |  |  |                |                |                |  |
|  |           |                       |                 | Judean Rebels     | 32                    |                       |                       |                    |  |  |                |                |                |  |
|  |           |                       |                 |                   |                       |                       |                       |                    |  |  |                |                |                |  |
|  |           |                       |                 |                   |                       |                       |                       |                    |  |  |                |                |                |  |
|  |           | 1S                    | Jerusalem Lions | 42                |                       |                       |                       |                    |  |  |                |                |                |  |
|  |           |                       |                 | 42                |                       |                       |                       |                    |  |  |                |                |                |  |
|  |           |                       |                 | Judean Rebels     | 46                    |                       |                       |                    |  |  |                |                |                |  |
|  | 2S        | Judean Rebels         | 44              | Judean Rebels     | 46                    |                       |                       |                    |  |  |                |                |                |  |
|  | 2S        | Judean Rebels         | 44              |                   |                       |                       |                       |                    |  |  |                |                |                |  |
|  | 3S        | Beersheva Black Swarm | 12              |                   |                       |                       |                       |                    |  |  |                |                |                |  |

### Wild card
| Gerusalemme 24 febbraio 2011 | Judean Rebels | 44 – 12 (12-6 18-0 6-0 8-6) | Beersheva Black Swarm | Kraft Family Stadium |

| Tel Aviv 25 febbraio 2011 | Tel Aviv Pioneers | 50 – 16 (0-0 6-6 24-10 20-0) | Herzliya Hammers | Tel Aviv University Field (247 spett.) |

### Finali divisionali
| Gerusalemme 3 marzo 2011 | Jerusalem Lions | 42 – 46 (6-0 16-12 20-12 0-24) | Judean Rebels | Kraft Family Stadium |

| Tel Aviv 5 marzo 2011 | Tel Aviv-Jaffa Sabres | 26 – 16 (6-0 14-0 0-8 6-8) | Tel Aviv Pioneers | Neve Golan Stadium |

### IV Israel Bowl
| Gerusalemme 18 marzo 2011 | Tel Aviv-Jaffa Sabres | 30 – 32 (0-10 6-8 14-14 10-0) | Judean Rebels | Kraft Family Stadium |

## Verdetti
- Judean Rebels Campioni di Israele 2010-2011 (1º titolo)